# Talpinae
Los talpinos (Talpinae) son una subfamilia de mamíferos soricomorfos de la familia Talpidae.

## Tribus
- Desmanini, Thomas, (1912).
- Neurotrichini, Hutterer, (2005)
- Scaptonychini, Van Valen, (1967).
- Talpini, G. Fischer, (1814).
- Urotrichini, Dobson, (1883).